# Christkönig (Bad Meinberg)
Christkönig ist eine römisch-katholische Pfarrkirche in Bad Meinberg im Kreis Lippe, Nordrhein-Westfalen. Kirche und Gemeinde gehören zum Pastoralverbund Lippe-Süd des Dekanats Bielefeld-Lippe im Erzbistum Paderborn.

## Geschichte
Die Kirche Christkönig entstand in den Jahren 1953/54 nach Plänen von Otto Weicken. Sie ersetzte die 1907 errichtete Kapelle St. Josef in Bad Meinberg.

## Architektur
Die Kirche ist lang rechteckig mit hohem Turmriegel in verputztem Mauerwerk. Beidseitig des Kirchenschiffes unter Satteldach befinden sich niedrige Seitengänge unter Pultdächern. Der Turm unter Walmdach hat Schallöffnungen zu jeder Seite.
Der Kirchenraum wird von rechteckigen Fenstern in den weißen Wandflächen beleuchtet. Der um fünf Stufen erhöhte Chorraum ist zu den Seiten und oben eingezogen und wird von einer Holzdecke abgeschlossen. Im Hauptschiff ist die Holzdecke von Segmentbögen gegliedert.

## Ausstattung

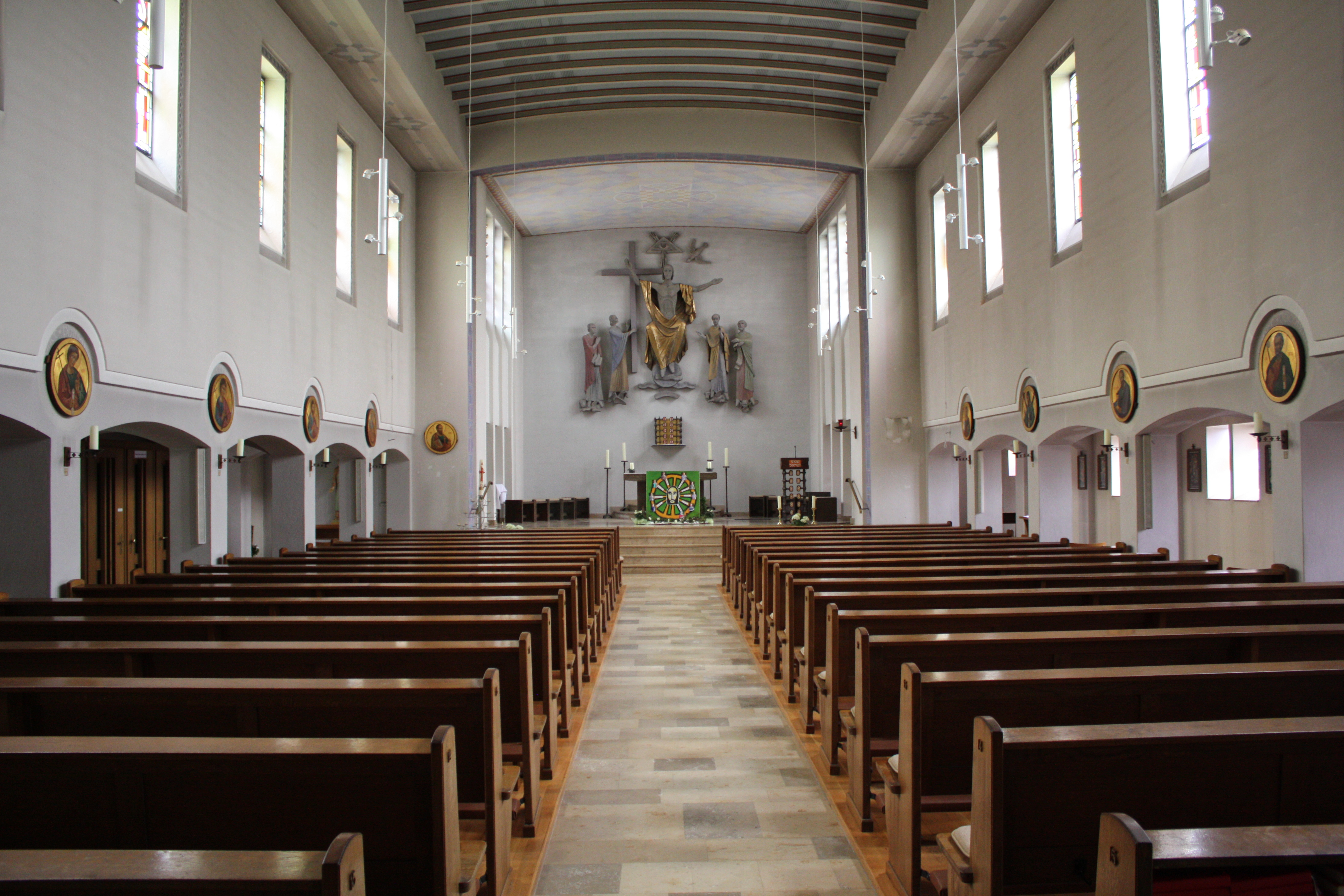
Innenraum

Die Glasbilder der seitlichen Kapelle sind von Schwester Hildegard Birks aus dem Jahr 1954. Die Fenster im Chorraum hat 1995 Schwester Erentrud Trost geschaffen. An der Altarwand befindet sich ein monumentales Christus-König-Relief mit Evangelisten von Emil Sutor. Ambo und Tabernakelgitter stammen von Michael Winkelmann 1974. Erich Jaeckel und Ernst Mischke schufen die Holzfiguren.